# التسلسل الزمني لأحداث الحرب الباردة
التسلسل الزمني لأحداث الحرب الباردة بين الولايات المتحدة والاتحاد السوفيتى.

## الأربعينيات

### 1944
- 30 نوفمبر: إعدام ريخارد زورغه على يد خاطفيه اليابانيين، وهو جاسوس سوفييتي من أصول روسية وألمانية، وكان سورج ينقل أخبار اليابان والألمان للاتحاد السوفييتي تحت غطاء كونه صحفي إيطالي

### 1945
- 4 فبراير: عقد مؤتمر يالطا والبت في شأن ألمانيا بعد الحرب. وقسم الحلفاء (الولايات المتحدة، والاتحاد السوفييتي، وبريطانيا العظمى، وفرنسا) ألمانيا إلى أربع مناطق محتلة. واتفاق دول الحلفاء على إجراء انتخابات حرة في كافة البلاد التي احتلها ألمانيا النازية، وأن الأمم المتحدة الجديدة ستخلف عصبة الأمم التي فشلت.
- 12 أبريل: إصابة الرئيس الأمريكي فرانكلين دي روزيفيلت بسكتة دماغية أدت إلى وفاته بينما كان في إجازة في مدنية وورم سبرنغز.
- 23 أبريل: مخاطبة الرئيس الأمريكي هاري ترومان لوزير الخارجية السوفييتي فياتشيسلاف مولوتوف بحدة مشيرًا إلى عزمه على اتخاذ موقف «أعنف» مع السوفييت من موقف خلفه.
- 24 أبريل: إعلام رئيس الولايات المتحدة هاري ترومان زعيم الاتحاد السوفييتي جوزيف ستالين بأن الولايات المتحدة تمتلك أسلحة نووية.
- 2 أغسطس: توقيع اتفاق بوتسدام والذي ينظم تقسيم وإعمار أوروبا بعد الحرب العالمية الثانية، وتم الاتفاق على حدود جديدة لبولندا. بعد الاتفاق في مؤتمر يالطا على تقسيم ألمانيا إلى أربع مناطق، قررت الدول الأربع تقسيم برلين عاصمة ألمانيا إلى أربع مناطق أيضا، ووافقت قوى التحالف على بدء المحاكمات القانونية في نورنبرغ لمجرمي الحرب النازيين.
- 6 أغسطس: أعطى الرئيس الأمريكي ترومان الإذن باستخدام السلاح الذري لأول مرة في العالم وذلك ضد المدينة اليابانية هيروشيما كمحاولة منه لإغلاق مسرح الحرب الوحيد المتبقي من الحرب العالمية الثانية في المحيط الهادئ وبسرعة.
- 8 أغسطس: اتحاد الجمهوريات الشيوعية السوفييتية تفي باتفاقيتها بإعلان الحرب على اليابان في غضون ثلاثة أشهر من الانتصار في أوروبا وقامت بغزو منطقة منشوريا. وقام الاتحاد السوفييتي بغزو الجزيرة اليابانية ساخالين وجزيرة كوريل.
- 9 أغسطس: أعطى الرئيس الأمريكي ترومان الإذن للاستخدام الثاني والأخير للسلاح الذري في العالم، وذلك ضد المدينة اليابانية ناجازاكي كمحاولة لضمان استسلام سريع غير مشروط لليابان في نهاية الحرب العالمية الثانية.
- 2 سبتمبر: تقديم اليابان استسلامها دون قيد أو شرط لممثل الولايات المتحدة الجنرال دوغلاس ماك آرثر على متن السفينة الأمريكية ميسوري.
- 5 سبتمبر: قام إيغور غوزينكو، وهو موظف يعمل في السفارة السوفييتية في أوتاوا في كندا، بتزويد الشرطة الملكية الكندية بدلائل حول خلية تجسس سوفييتية تعمل في كندا وغيرها من الدول الغربية، وقد ساعد ذلك في تحول اعتبار الاتحاد السوفييتي من حليف إلى عدو.

### 1946
- يناير: استئناف الحرب الأهلية الصينية بين القوات الشيوعية والوطنية.
- 7 يناير: إعادة تشكيل جمهورية النمسا ضمن حدودها لسنة 1937م، ولكن منقسمة إلى أربع مناطق واقعة تحت سيطرة أمريكا وبريطانيا وفرنسا والاتحاد السوفييتي.
- 11 يناير: إعلان إنفير هوكسها جمهورية أبانيا الشعبية، وأن يكون هو وزيرًا الوزراء.
- 22 فبراير: كتب جورج كينان رسالة طويلة عبر التلغراف يفسر فيها أهداف ونوايا القيادة السوفياتية.
- مارس: اشتعال الحرب اليونانية بين الشيوعيين والحكومة اليونانية المحافظة.
- 2 مارس: انسحاب الجنود البريطانيين من المنطقة التي احتلوها في جنوب إيران، وبقاء الجنود السوفييتيين في قطاعهم الشمالي.
- 5 مارس: حذّر وينستون تشرشل من إسدال ستار حديدي على أوروبا.
- 5 أبريل: جلاء القوات السوفييتية من إيران بعد انتهاء الأزمة.
- 4 يوليو: نيل الفلبيين استقلالهم عن الولايات المتحدة، وبدء مقاتلة المتمردين الشيوعيين الفلبيين.
- 6 سبتمبر: تنكر وزير خارجية الولايات المتحدة جيمس بيرنيز لخطة مورغينثا وإعطائه الأمل للألمان حول المستقبل وذلك خلال خطابه المعروف بإعادة صياغة السياسات في ألمانيا الذي ألقاه في مدينة شتوتغارت، وصرح بأن الولايات المتحدة تنوي إبقاء قوات في أوروبا لأجل غير مسمى، وعبر عن موافقة الولايات المتحدة على ضم الأراضي التي تشكل 29% من أراضي ألمانيا قبل الحرب، ولكنها لن تتغاض عن ادعاءات أخرى.
- 8 سبتمبر: تصويت بلغاريا على استفتاء حول إقامة الجمهورية الشعبية وخلع الملك سيمون الثاني، ورفضت الدول الغربية لهذا التصويت باعتباره يحوي عيوبًا جوهرية.
- 19 ديسمبر: بدء عمليات الإنزال الفرنسية في الهند الصينية في الحرب الهندية الصينية الأولى، وقاومهم الشيوعيون من حركة تحرير فيتنام والذين طالبوا باستقلال وطني.

### 1947
- 1 يناير: اتحاد المناطق الألمانية الواقعة تحت سيطرة أمريكا وبريطانيا وتشكيلها ما يسمى بالمنطقة الثنائية.
- 19 يناير: أدى التلاعب بنتائج الانتخابات في بولندا إلى تحول بولندا بشكل رسمي إلى دولة شيوعية غير ديمقراطية، واستولى البولنديون الشيوعيون على السلطة بدعم من السوفييت.
- 12 مارس: إعلان رئيس الولايات المتحدة هاري ترومان «مبدأ ترومان» والذي ينص على أن الولايات المتحدة ستبقى ملتزمة باحتواء مزيد من التوسع الشيوعي، واستشهد ترومان بحدوث نظرية الدومينو كاحتمال.
- 16 أبريل: في خطاب ألقاه بيرنارد باراش في مجلس النواب كارولينا الجنوبية خلال إزاحة الستار عن تمثاله، استخدم باراش مصطلح الحرب الباردة لوصف العلاقات بين الولايات المتحدة والاتحاد السوفييتي.
- 22 مايو: إمداد الولايات المتحدة ألمانيا وتركيا بمساعدات عسكرية قدرها 400 مليون دولار إشارة إلى نيتها باحتواء الشيوعية في مناطق حوض البحر المتوسط.
- 5 يونيو: وضع وزير الخارجية جورج مارشال خطط البرنامج الشامل للدعم الاقتصادي لدول غرب أوروبا التي تضررت نتيجة الحرب، والتي أصبحت معروفة باسم مشروع مارشال.
- 11 يوليو: إعلان الولايات المتحدة تبنيها لسياسات جديدة بالنسبة للاحتلال في ألمانيا. وتم استبدال توجيهات هيئة الأركان العامة رقم 1067 بما يخص الاحتلال، والذي كانت تمنع بنوده الاقتصادية «خطوات تصبو إلى الإصلاح الاقتصادي في ألمانيا (أو) التي تهدف إلى المحافظة على أو تعزيز الاقتصاد الألماني»، بتوجيهات هيئة الأركان العامة رقم 1779 والذي أشار إلى أن «قيام أوروبا مزدهرة ومنظمة يتطلب المساهمات الاقتصادية من ألمانيا التي يجب أن تكون مستقرة ومنتجة.»
- 14 أغسطس: منحت المملكة المتحدة الهند وباكستان استقلالهما.
- 14 نوفمبر: إصدار الولايات المتحدة قرارًا يدعو إلى انسحاب القوات الأجنبية من كوريا وإقامة انتخابات حرة في كلا الإدارتين وتشكيل لجنة تابعة للأمم المتحدة تختص بتوحيد الجزيرة.

### 1948
- 26 فبراير: سيطرة الحزب الشيوعي على الحكم في تشيكوسلوفاكيا بعد قبول الرئيس إدفارد بينس استقالة كافة الوزراء غير الشيوعيين.
- 3 أبريل: توقيع ترومان على خطة مارشال التي كانت حيز التنفيذ. ومع نهاية البرامج، كان حصيلة ما قدمته الولايات المتحدة كمساعدات اقتصادية للدول الأوروبية 12,4 مليون دولار.
- 10 مايو: تصويت برلماني في كوريا الجنوبية على الموافقة على سينغمان ري كرئيس للجمهورية الكورية بعد مقاطعة الجناح اليساري.
- 18 يونيو: بدء التمرد الشيوعي في ماليزيا ضد القوات البريطانية وقوات اتحاد الشعوب البريطانية.
- 21 يونيو: أصدرت المنطقة الفرنسية و«المنطقة الثنائية» في ألمانيا عملة موحدة وهي المارك الألماني.
- 24 يونيو: أمر رئيس وزراء الاتحاد السوفييتي جوزيف ستاليف بفرض الحصار على كافة الطرق البرية التي تصل بين ألمانيا الغربية وبرلين كمحاولة لتجويع القوات الفرنسية والبريطانية والأمريكية الموجودة في المدينة، وردًا على ذلك قامت القوى الغربية الثلاثة بإقامة جسر جوي لإمداد مواطني برلين عبر الجو.
- 28 يونيو: طرد الاتحاد السوفييتي يوغسلافيا من المكتب الإعلامي الشيوعي جراء موقفها الأخير من الحرب الأهلية اليونانية.
- 17 يوليو: تنفيذ دستور الجمهورية الكورية.
- 9 سبتمبر: إعلان الاتحاد السوفييتي الجمهورية الكورية الشعبية الديمقراطية لتكون الحكومة الشرعية لجميع كوريا، واعتبار كيم إيل سونغ رئيسًا للوزراء.
- 20 نوفمبر: أخذت القوات الشيوعية في الصين القنصل الأمريكي وطاقمه في موكدين كرهائن، ولم تنتهِ هذه الأزمة قبل عام من نشوبها، وتضررت العلاقات بين الولايات المتحدة والحكومة الشيوعية الجديدة بشدة في ذلك.

### 1949
- 4 أبريل: تأسيس منظمة حلف شمال الأطلسي (الناتو) من قبل بلجيكيا وكندا والدنمارك وفرنسا وأيسلندا وإيطاليا ولوكسمبورغ وهولندا والنرويج والبرتغال والمملكة المتحدة والولايات المتحدة بهدف مقاومة التوسع الشيوعي.
- 11 مايو: انتهاء حصار الاتحاد السوفييتي لبرلين مع إعادة فتح الطرق المؤدية إليها، وبقاء الجسر الجوي حتى سبتمبر في حال أعاد السوفييت فرض الحصار.
- 23 مايو: اندماج المناطق الألمانية الواقعة تحت سيطرة أمريكا وبريطانيا (المنطقة الثنائية) وفرنسا لتشكيل الجمهورية الألمانية الفدرالية واتخاذ مدينة بون عاصمة لها.
- 8 يونيو: وصول الخوف من الانتشار الشيوعي ذروته مع تسمية العديد من الشخصيات الأمريكية المشهورة كأعضاء في الحزب الشيوعي.
- 29 أغسطس: اختبار الاتحاد السوفييتي لقنبلتها الذرية الأولى، وأطلق الأمريكيون على الاختبار اسم Joe-1، وقد نجح الاختبار وأصبح الاتحاد السوفييتي ثاني القوى النووية في العالم.
- 13 سبتمبر: تصويت اتحاد الجمهوريات الاشتراكية السوفييتية على عضوية كل من سيلان وفنلندا وأيسلندا وإيطاليا والأردن والبرتغال في الأمم المتحدة.
- 15 سبتمبر: أصبح كونراد أدينارو المستشار الأول للجمهورية الاتحادية الألمانية.
- 1 أكتوبر: إعلان ماو زيدونغ قيام الجمهورية الصينية الشعبية مضيفًا بذلك ربع سكان العالم إلى المعسكر الشيوعي.
- 7 أكتوبر: إعلان الاتحاد السوفييت منطقتهم في ألمانيا كجمهورية ديمقراطية ألمانية، واتخاذ برلين الشرقية عاصمة لها.
- 16 أكتوبر: إعلان قائد الحزب الشيوعي اليوناني نيكوس زاشاريديس نهاية الانتفاضة المسلحة، وأدى الإعلان إلى إنهاء الحرب اليونانية الأهلية وكانت هذه أول عملية احتواء ناجحة للشيوعية.

## الخمسينيات

### 1950
- 6 يناير: اعتراف المملكة المتحدة بالجمهورية الشعبية الصينية، وقطع الجمهورية الصينية علاقاتها الدبلوماسية مع المملكة المتحدة.
- 14 فبراير: توقيع الاتحاد السوفييتي وجمهورية الصين الشعبية اتفاقًا للدفاع المشترك.
- فبراير 14 : الاتحاد السوفياتي وجمهورية الصين الشعبية والصين توقعان اتفاقا للدفاع المشترك.
- 1 مارس: تحويل قائد الكومينتاغ شيانغ كاي شيك العاصمة إلى مدينة تايبي في تايوان مسببا بذلك نشوب مواجهة مع الجمهورية الصينية الشعبية.
- 14 أبريل: إصدار مدير التخطيط السياسي في وزارة خارجية الولايات المتحدة باول نيتز تقرير مجلس الأمن القومي رقم 68، داعيا فيه إلى اعتماد سياسة الاحتواء كحجر أساس للسياسة الخارجية الأمريكية، وهذا التقرير سيملي السياسة الأمريكية في السنوات العشرين المقبلة.
- 9 مايو: عبر روبرت شومان عن طموحه بتحقيق وحدة أوروبية، وعرف خطابه باسم «إعلان شومان» والذي يمثل بداية وجود المجتمع الأوروبي.
- 25 يونيو: قيام كوريا الشمالية بغزو كوريا الجنوبية وبدء الحرب الكورية.
- يونيو 27 : تصويت الأمم المتحدة على إرسال قوات إلى كوريا الجنوبية لمساعدة كوريا الجنوبية، ولم يستطع الاتحاد السوفييتي استخدام حق الفيتو لمقاطعته لمجلس الأمن حول قضية الاعتراف بالجمهورية الشعبية الصينية. وأصبح عدد الدول التي تعمل تحت رعاية الأمم المتحدة في نهاية المطاف ستة عشرة دولة هي: أستراليا، وبلجيكيا، وكندا، وكولومبيا، وإثيوبيا، وفرنسا، واليونان، ولوكسمبورج، وهولندا، ونيوزلندا، والفلبين، وجنوب إفريقيا، وتايلندا، وتركيا، والمملكة المتحدة، والولايات المتحدة.
- 28 يونيو: سقوط مدينة سول عاصمة كوريا الجنوبية على يد قوات كوريا الشمالية.
- 5 يوليو: تعاقد قوات الأمم المتحدة مع فوات كوريا الشمالية في أوسان لأول مرة، وقد فشلوا في إيقاف تقدم كوريا الشمالية فاتجهوا جنوبا نحو ما أصبح يعرف باسم «محيط بوسان».
- 15 سبتمبر: عمليات إنزال بحري لقوات الأمم المتحدة قرب إنشون واحتشدوا الداخل البلاد، وهزموا قوات كوريا الشمالية واستعادوا مدينة سول.
- 7 أكتوبر: تجاوز قوات الأمم المتحدة خط عرض 38 نحو كوريا الشمالية.
- 8 أكتوبر: تعبئة قوات من الجمهورية الصينية الشعبية على طول نهر يالو.
- 19 أكتوبر: سقوط مدينة بيونغ يانغ عاصمة كوريا الشمالية على يد قوات الأمم المتحدة.
- 25 أكتوبر: باغتت الصين الولايات المتحدة وقامت بغزو كوريا بثلاثة آلاف جندي، لكنهم انسحبوا بعد التعاقدات الأولية.
- 26 نوفمبر: تقدمت قوات الأمم المتحدة نحو نهر يالو. وكردة فعل على ذلك، قامت الصين بإعادة غزو كوريا بخمسة ألاف جندي، وبالتالي تم إجبار الأمم المتحدة على التراجع نحو كوريا لجنوبية.

### 1951
- 4 يناير: استيلاء الجنود الصينيين على مدينة سول.
- 14 مارس: استيلاء قوات الأمم المتحدة على مدينة سول. ومع نهاية شهر مارس، كانوا قد تمكنوا من الوصول إلى خط عرض 28 وتشكيل خط دفاع عبر شبه الجزيرة الكورية.
- 29 مارس: إدانة جوليوس وإيتيل روزنبرغ بالتجسس وتهريب أسرار حول الأسلحة الذرية إلى السوفييت خلال وبعد الحرب العالمية الثانية.
- 11 أبريل: قيام الرئيس هاري ترومان بطرد دوغلاس ماك آرثر من مهمة قيادة قوات الولايات المتحدة في كوريا.
- 18 أبريل: تشكيل جمعية الفحم والفولاذ الأوروبي بموجب معاهدة باريس.
- 1 سبتمبر: توقيع كل من أستراليا ونيوزلندا والولايات المتحدة «معاهدة الأمن الثلاثية» (أنزوس)، وبموجب هذه المعاهدة على الدول الثلاث التعاون في مسائل الدفاع والأمن في منطقة المحيط الهادئ.
- 20 سبتمبر: انضمام اليونان وتركيا إلى حلف شمال الأطلسي (الناتو).
- 10 أكتوبر: توقيع الرئيس هاري ترومان قانون الأمن المتبادل، معلنًا للعالم، وخاصة للقوى الشيوعية، بأن الولايات المتحدة مستعدة لتقديم مساعدات عسكرية «للشعوب الحرة».
- 14 نوفمبر: طلب لرئيس هاري ترومان من الكونجرس الأمريكي تقديم مساعدات عسكرية واقتصادية للدولة الشيوعية في يوغوسلافيا.
- 12 ديسمبر: قامت السلطات الدولية لمنطقة الرور الألمانية برفع جزء من القيود المتبقية على الإنتاج الصناعي الألماني وعلى القدرة الإنتاجية.
- 13 ديسمبر: طرد موظف الخدمات الخارجية جون من منصبه في وزارة الخارجية بعدما خلص مجلس لجنة الخدمة المدنية إلى وجود شكوك كثيرة حول ولائه.

### 1952
- 28 أبريل: توقيع اليابان معاهدة سان فرانسيسكو ومعاهدة تايبي، وبالتالي انتهت وبشكل رسمي فترة الاحتلال والعزلة لليابان، وأصبحت دولة ذات سيادة.
- يونيو: بدأت القيادة الجوية الاستراتيجية بنشر قاذفات قنابل نووية إستراتيجية من نموذج B-36 ونموذج B-47 في قواعد عسكرية خارجية مثل القاعدة الجوية التي بنيت في المغرب الفرنسية، ووضعت هذه القاذمات خارج المدى الذي تستطيع فيه التزود بالوقود من موسكو.
- 14 يونيو: أرست الولايات المتحدة قواعد أول غواصة تعمل بالطاقة النووية والتي عرفت باسم يو أس أس نوتيلوس.
- 30 يونيو: انتهاء مشروع مارشال، وكان الناتج الصناعي الأوروبي وقتها أعلى بكثير من مثيله لعام 1938 م.
- 26 يوليو: ترأس القائد محمد نجيب انقلابا ضد الملك فاروق في مصر.
- 2 أكتوبر: نجح اختبار المملكة المتحدة لقنبلتها الذرية الأولى في عملية الإعصار، وبذلك أصبحت المملكة المتحدة ثالث القوى النووية في العالم.
- 1 نوفمبر: تفجير الولايات المتحدة لأول قنبلة هيدروجينية في عملية إيفي.

### 1953
- 20 يناير: تولي دوايت أيزنهاور رئاسة الولايات المتحدة.
- 5 مارس: وفاة جوزيف ستالين، واشتعل بذلك الصراع حول من سيخلفه.
- 27 يوليو: وقف إطلاق النار ينهي القتال في شبه الجزيرة الكورية.
- 19 أغسطس: وكالة الاستخبارات الأمريكية تساعد الانقلاب الملكي الذي أطاح برئيس الوزراء الإيراني محمد مصدق عملية أجاكس. وقد تم تنظيم الانقلاب بسبب التأميم الإيراني لصناعة النفط والمخاوف من انضمام إيران إلى المعسكر الشيوعي.
- 7 سبتمبر: تولي نيكيتا خروتشيف زعامة الحزب الشيوعي السوفييتي، وتم إعدام منافسه الرئيسي بيرا في ديسمبر.
- 13 ديسمبر: وكمثال على مدى «الذعر من الانتشار الشيوعي» الذي أصاب أمريكا، دعت السيدة توماس وايت المشاركة في لجنة الكتب المدرسية إلى إزالة كافة الإشارات إلى كتاب روبن هود من الكتب المدرسية الحكومية.
- 4 – 8 ديسمبر: التقى أيزنهاور بتشرشل والفرنسي جوزيف لانيل في برمودا.

### 1954
- 21 يناير: إطلاق الولايات المتحدة أول غواصة نووية (يو أس أس نوتيلوس) والتي أصبحت الرادع النووي الرئيسي.
- 7 مايو: هزمت «حركة تحرير فيتنام» فرنسا في بلدة ديان بيان فو، وانسحبت فرنسا من الهند الصينية مخلفة وراءها أربع دول مستقلة: كمبوديا، ولاوس، وشمال الفيتنام (التي أنشأها «حركة تحرير فيتنام» الشيوعية السابقة)، وجنوب الفيتنام (المناهضة للشيوعيين). ودعت اتفاقية جنيف إلى إجراء انتخابات حرة لتوحيد فيتنام، لكن لم ترغب أي من الأحزاب الرئيسية بحدوث مثل هذا الأمر.
- مايو: إخماد تمرد الحزب الشيوعي الفلبيني.
- 2 يونيو: اتهام السيناتور جوزيف مكارثي الشيوعيين بأنهم تسللوا إلى وكالة الاستخبارات المركزية ووإلى معلومات حول صناعة الأسلحة الذرية.
- 18 يونيو: الإطاحة بالحكومة اليسارية المنتخبة في غواتيمالا في انقلاب دعمته وكالة الاستخبارات الأمريكية، ونصب نظام يميني غير مستقر نفسه. وأدت المعارضة إلى نشوب حرب عصابات مع المتمردين الماركسيين، وتم اقتراف عدة انتهاكات لحقوق الإنسان على كافة الأصعدة، وبقي النظام حتى نهاية الحرب الباردة.
- 8 يوليو: انتخاب الكولونيل كارلوس كاستلو ارماس كرئيس للعصبة العسكرية التي أطاحت بإدارة الرئيس الغواتيمالي جاكوبو أربينز غوزمان.
- 23 يوليو: إطاحة القومي المصري جمال عبد الناصر لحكومة الملك فاروق، وأقام نظامًا دكتاتوريًا استبداديا، وسرعان ما أصبح حليفا هاما للسوفييت.
- 11 أغسطس: بدء أزمة مضيق تايوان حينما قصفت الشيوعية الصينية الجزر التايوانية. دعمت الولايات المتحدة تايوان وحلت الأزمة تلقائيا حين رفض كلا الجانبين اتخاذ أية خطوات.
- 8 سبتمبر: تأسيس منظمة حلف جنوب شرق آسيا وضمت كل من أستراليا، وفرنسا، ونيوزلندا، والباكستان، وتايلندا، والفلبين، والمملكة المتحدة، والولايات المتحدة، وكان هدف تأسيسها مثل هدف حلف الناتو، أي لصد التوسع الشيوعي المتواجد هذه المرة في الفلبين والهند الصينية.

### 1955
- 24 فبراير: تأسيس حلف بغداد وضم كل من إيران، والعراق، والباكستان، وتركيا، والمملكة المتحدة، وهدف إلى منع التوسع الشيوعي في الشرق الأوسط.
- مارس: بدء المساعدات السوفييتية لسوريا التي بقيت حليفة للسوفييت حتى نهاية الحرب الباردة.
- أبريل: إطلاق حركة عدم الانحياز على يد كل من: رئيس وزراء الهند جواهر لال نهرو، ورئيس إندونيسيا سوكارنو، ورئيس يوغوسلافيا تيتو، ورئيس مصر جمال عبد الناصر، ورئيس وزراء غانا وقتها كوامي نكروما. وهدفت هذه الحركة إلى أن تكون حصنا ضد «الاستقطاب الخطير» للعالم في ذلك الوقت، وإلى إعادة توازن القوى مع الدول الأصغر حجمًا. وكانت عبارة عن منظمة دولية مكونة من دول تعتبر نفسها غير منحازة بشكل رسمي مع أو ضد أي من القوى العظيمة.
- 9 مايو: انضمام ألمانيا الغربية لحلف شمال الأطلسي وبدئها عملية إعادة التسلح.
- 14 مايو: تشكيل «معاهدة وارسو» في أوروبا الشرقية وضمت كل من ألمانيا الشرقية، وتشيكوسلوفاكيا، وبولندا، وهنغاريا، ورومانيا، وألبانيا، وبلغاريا، والاتحاد السوفييتي. وكانت بمثابة نظير شيوعي عسكري لحلف الشمال الأطلسي.
- 15 مايو: تم تحييد النمسا وإنهاء الاحتلال المتحالف.
- 18 يوليو: حضور كل من رئيس الولايات المتحدة دوايت ايزنهور، ورئيس وزراء المملكة المتحدة أنطوني إيدن¸ ورئيس وزراء الاتحاد السوفييتي نيكولاي بولجانين، ورئيس وزراء فرنسا إدكار فور قمة جنيف - وكانت تعرف هذه الدول بالدول العظيمة الأربع - وحضر أيضا نيكيتا خروتشوف زعيم الاتحاد السوفييتي.

### 1956
- 25 فبراير: ألقى نيكيتا خروتشوف خطابًا حول «عبادة الفرد ونتائجها» في جلسة مغلقة للمؤتمر العشرين للحزب الشيوعي بالاتحاد السوفييتي، وكان الخطاب بمثابة بداية لمعاداة الستالينية.
- 28 يونيو: أدت احتجاجات مناهضة للشيوعية إلى نشوب العنف في مدينة بوزنان في بولندا.
- 26 يوليو: تأميم جمال عبد الناصر لقناة السويس.
- 23 أكتوبر: الثورة الهنجارية عام 1956: ثار الهنجاريون ضد الحكومة السوفييتية المسيطرة لكن الجيش السوفييتي قام بقمعها، وتم تثبيت الحكومة الشيوعية.
- 29 أكتوبر: أزمة السويس: هاجمت فرنسا وإسرائيل والمملكة المتحدة مصر بهدف إطاحة عبد الناصر من الحكم، لكن ضغوط دبلوماسية دولية أجبرت الدول المهاجمة على الانسحاب. وحث الكندي ليستر بورسون الأمم المتحدة على إرسال قوات لحفظ السلام هي الأولى من نوعها إلى منطقة النزاع.. وحصل ليستر بورسون على جائز نوبل للسلام تقديرا لجهوده، وبعد فترة من وجيزة أصبح رئيسا للوزراء في كندا.

### 1957
- 5 يناير: عقيدة ايزنهور تلزم الولايات المتحدة بالدفاع عن إيران وباكستان وأفغانستان من التأثير الشيوعي.
- 22 يناير: انسحاب القوات الإسرائيلية من صحراء سيناء التي احتلتها في العام السابق.
- بدء التمرد الشيوعي في فيتنام الجنوبية بتأييد من فيتنام الشمالية.
- 1 أكتوبر: بدأت القيادة الجوية الاستراتيجية حالة التأهب النووية 24/7 (والتي استمرت حتى 1991 م) تحسبا من هجوم مفاجئ من السوفييت بالصواريخ البالستية العابرة للقارات.
- 4 أكتوبر: إطلاق الاتحاد السوفييت القمر الصناعي سبوتنيك.
- 3 نوفمبر: إطلاق القمر الصناعي سبوتنيك 2 حاملا لأول مرة كائنا حيا – لايكا.
- 7 نوفمبر: دعا الرئيس دوايت أيزنهاور لجنة مختصة إلى كتابة تقرير نهائي لمراجعة الاستعداد الدفاعي للبلاد، وأشار التقرير إلى أن الولايات المتحدة أقل بكثير من السوفييت في قدراتها الصاروخية، وحث التقرير على إطلاق حملة قوية تهدف إلى بناء ملاجئ لحماية المواطنين الأمريكيين.
- 15 نوفمبر: قال رئيس السوفييت نيكيتا خروتشوف أن الاتحاد السوفييتي متفوق على الولايات المتحدة بقدراته الصاروخية وتحدى أمريكا بأن تنافس السوفييت في مباراة إطلاق للصواريخ لإثبات دعواه.

### 1958
- 14 يوليو: انقلاب في العراق يخلع الحكم الملكي وارتكاب مجازر وحشية ضد الاسرة المالكة والشعب العراقي، وسمي بثورة الرابع عشر من يوليو. وأصبحت العراق تتلقى الدعم من السوفييت، وحافظت العراق على روابط وثيقة مع السوفييت طوال فترة الحرب الباردة.
- 23 أغسطس: بدء أزمة مضيق تايوان الثانية حينما أطلقت الصين الصواريخ على جزيرة كنمن.
- أغسطس: إرسال الصواريخ الباليستية متوسطة المدى من نوع «ثور» إلى المملكة المتحدة.

### 1959
- 1 يناير: حدوث الثورة الكوبية. وأصبح فيدل كاسترو زعيمًا لكوبا الماركسية الجديدة. وتشكلت حركات حرب العصابات المتحمسة في كافة أنحاء أمريكا اللاتينية.
- 24 مارس: الحكومة الجمهورية العراقية تغادر منظمة حلف وارسو.
- 24 مايو: وفاة وزير خارجية الولايات المتحدة السابق جون فوستر دالاس بعد إصابته بمرض السرطان.
- 24 يوليو: تناقش نائب الرئيس الأمريكي ريتشارد نكسون ورئيس وزراء الاتحاد السوفييتي نيكيتا خروتشيف وبشكل علني حول قدرات كل من الدولتين العظمتين وذلك خلال حفل افتتاح المعرض الوطني الأمريكي في موسكو، ويعرف هذا النقاش باسم «مواجهة المطبخ».
- سبتمبر: زار خروتشيف الولايات المتحدة لمدة 13 يوما.
- ديسمبر: تأسيس جبهة التحرير الوطنية (فييت كونج) في فيتنام الجنوبية، وهي حركة تمرد شيوعية عاهدت على إسقاط الحكومة في فيتنام الجنوبية المعادية للشيوعية، ودعمت فيتنام الشمالية هذه الحركة بدرجة كبيرة.

## الستينيات

### 1960
- 16 فبراير: نجاح اختبار فرنسا لقنبلتها الذرية الأولى وسط صحراء الجزائر والذي أطلق عليه اسم «الجربوع الأزرق».[1]
- أبريل: بدء انتشار الصواريخ الباليستية متوسطة المدى من نوع «جوبيتر» في إيطاليا، ووضعت صواريخ نووية على بعد مرمى حجر من موسكو (مثل الصواريخ الباليستية متوسطة المدى من نوع «ثور» في المملكة المتحدة).
- 1 مايو: إسقاط الطيار الأمريكي فرانسيس جاري باويرز بينما كان يحلق في طائرة التجسس U-2 فوق أراضي الاتحاد السوفييتي مما أدى إلى حدوث واقعة U-2 وإحراج الرئيس ايزنهور.
- يونيو: الانقسام بين الجمهورية الشعبية الصينية والاتحاد السوفييتي: أعلنت القيادة الصينية، والتي كانت غاضبة من معاملتها كـ «شريك صغير» للاتحاد السوفييتي، نفسها كنموذج أفضل للشيوعية، وبدأت تتنافس مع السوفييت على النفوذ مضيفة بذلك بعدًا ثالثًا للحرب الباردة.
- 31 يوليو: هزم المتمردين الشيوعيين في مالايا.
- 9 أغسطس: بدء ثورة الشيوعيين باثيت لاو في لاوس.

### 1961
- 20 يناير: تولي جون كيندي رئاسة الولايات المتحدة.
- 4 فبراير: بدء القوميين في آنجيلو، ومن بينهم شيوعيون، بتمرد ضد الحكم البلغاري.
- 12 أبريل: يوري جاجارين أول إنسان يتمكن من الطيران إلى الفضاء الخارجي والدوارن حول الأرض على متن مركبة الفضاء السوفيتية (فوستوك1).
- 15 أبريل: غزو خليج الخنازير: قيام المناهضين للثورة - والمدعومون من وكالة الاستخبارات الأمريكية- بغزو كوبا، لكنهم باءوا بالفشل.
- 25 مايو: إعلان جون كيندي حول نية الولايات المتحدة بإنزال إنسان على سطح القمر، وبذلك أعطى دفعة مشجعة لبرنامج أبولو.
- 4 يونيو: اجتماع كيندي مع خروتشوف في فيينا.
- يونيو: بدء انتشاء الصواريخ الباليستية متوسطة المدى من نوع «جوبيتر» في تركيا، إضافة إلى انتشارها في إيطاليا، فضلا عن انتشار الصواريخ الباليستية متوسطة المدى من نوع «ثور» في المملكة المتحدة حيث تم وضع صواريخ على بعد مرمى حجر من موسكو.
- 13 أغسطس: بناء السوفييت لجدار برلين لتمنع تدفق الفارين من ألمانيا الشرقية.
- 17 أغسطس: بداية تقديم الولايات المتحدة مساعدات لأمريكا اللاتينية ضمن خطة التحالف نحو التقدم.
- 31 أكتوبر: تفجير الاتحاد السوفييتي أقوى سلاح نووي حراري جرى اختباره على الإطلاق بقوة ما يقارب 50 مليون طن.
- 2 ديسمبر: وصف فيدل كاسترو نفسه وبشكل علني بأنه ماركسي لينيني.

### 1962
- 20 يوليو: تحييد لاوس بموجب اتفاقية دولية، لكن فيتنام الشمالية رفضت سحب موظفيها.
- 8 سبتمبر: حرب الهملايا: مهاجمة القوات الصينية للهند مطالبة بالعديد من المناطق الحدودية.
- 16 أكتوبر: أزمة الصواريخ الكوبية: كانت السوفييت قد أرست قواعد عسكرية تشمل أسلحة نووية في كوبا على بعد ما يقارب 95 ميل من أراضي الولايات المتحدة، وفرض كيندي «حجر» (حصار بحري) على الجزيرة، الأمر الذي أدى إلى تكريس الأزمة وجعل الولايات المتحدة والاتحاد السوفييتي على حافة حرب نووية. في النهاية، تراجعت السوفييت ووافقت على سحب صواريخها النووية من كوبا، وفي المقابل، تعهد كيندي في اتفاق سري بسحب القوات الأمريكية المشابهة من تركيا لضمان عدم تحرك الولايات المتحدة ضد نظام كاسترو.
- 21 نوفمبر: نهاية حرب الهملايا، واحتلت الصين قطاع صغير من أراضي الهند الصينية. وقد أثرت الحرب على الهند لتصبح أحد حلفاء السوفييت خلال عقد من الزمن بعدما كانت أحد قادة حركة عدم الانحياز.

### 1963
- 16 يونيو: فالنتينا تريشكوفا أول امرأة تمكنت من الطيران إلى الفضاء الخارجي برفقة الرائد السوفيتي يوري جاجارين على متن فوستك 6.
- 20 يونيو: موافقة الولايات المتحدة على إقامة «خط اتصال ساخن» مع الاتحاد السوفييتي، مما جعل التواصل المباشر بينهما ممكنا.
- 21 يونيو: أعلنت فرنسا أنها ستسحب قواتها البحرية من أسطول الناتو في شمال الأطلسي.
- 5 أغسطس: توقيع أمريكا والمملكة المتحدة والاتحاد السوفييتي على معاهدة الحظر الجزئي للتجارب النووية، والتي تحظر إجراء تجارب الأسلحة النووية في أي مكان سوى تحت الأرض.
- 2 تشيرين ثاني: إطاحة رئيس وزراء فيتنام الجنوبية نغو دنه ديم في انقلاب، ويشتبه في تورط وكالة الاستخبارات المركزية بالأمر.
- 22 نوفمبر: إطلاق النار على جون كيندي وقتله في دالاس على يد لي هارفي أوسولد. وهناك شكوك كثيرة حول تورط البلاد الشيوعية في عملية اغتياله، لكن لم يثبت شيئا. وأصبح نائب الرئيس السابق ليندون جونسون رئيسا للولايات المتحدة.

### 1964
- 30 مارس/ 1 أبريل: انقلاب عسكري يطيح بالرئيس المنتخب ديمقراطيا جواو غولار في البرازيل، واعتبرت مقترحات غولار، كالإصلاح الزراعي وسيطرة أكبر من الدولة على الاقتصاد، مقترحات «شيوعية».
- 20 أبريل: في الوقت نفسه أعلن كل من رئيس الولايات المتحدة ليندون جونسون في نيويورك ورئيس الاتحاد السوفييتي نيكيتا خروتشوف في موسكو خططًا لتخفيض إنتاج مواد صناعة الأسلحة النووية.
- 4 أغسطس: ادعاء رئيس الولايات المتحدة ليندون جونسون أن سفن البحرية التابعة لفيتنام الشمالية قد أطلقت النار على اثنتين من المدمِّرات الأمريكية في خليج تونكين. وبالرغم من حدوث الهجوم الأول، إلا أنه اتضح فيما بعد أن ادعاءات وجود هجوم ثان لا أساس لها من الصحة، وأدت حادثة خليج تونكين إلى مشاركة مفتوحة للولايات المتحدة في حرب فيتنام وذلك بعد «قرار خليج تونكين».
- 14 أكتوبر: خلف ليونيد بريجنيف سلفه خروتشوف ليصبح الأمين العام للحزب الشيوعي في الاتحاد السوفييتي.
- 16 أكتوبر: اختبار الصين لأولى قنبلاتها الذرية، وبذلك أصبحت الصين خامس القوى النووية في العالم.
- 3 نوفمبر: فوز ليندون جونسون على منافسه الجمهوري باري غولدووتر، فقد حصل على أكثر من 60% من أصوات الناخبين في انتخابات الرئاسة الأمريكية.

### 1965
- 8 مارس: تعزيز قوات جيش الولايات المتحدة للدفاع عن فيتنام الجنوبية، وأشركت فيتنام الشمالية أيضا قواتها في الحرب، وبدأت الولايات المتحدة بعمليات قصف مستمرة على فيتنام الشمالية.
- 28 أبريل: غزو قوات الولايات المتحدة جمهورية الدومينيكان لمنع استيلاء الشيوعيين عليها كما حدث في كوبا.
- 15 أغسطس: الحرب الثانية بين الهند وباكستان.
- 23 سبتمبر: انتهاء الحرب الهندية الباكستانية الثانية في وقف إطلاق النار.
- 30 سبتمبر: ستة جنرالات أندنونسيين قُتلوا كأحد أحداث حركة 30 سبتمبر.
- 14 نوفمبر: معركة لا درانج، وكانت أول اشتباك رئيسي بين القوات الأمريكية والقوات الفيتنامية النظامية.

### 1966
- 10 مارس: انسحاب فرنسا من هيكلية قيادة الناتو.
- 26 أغسطس: بدء حرب جنوب إفريقيا الحدودية.

### 1967
- 25 أبريل: توقيع 33 دولة من أمريكا اللاتينية ومن دول البحر الكاريبي على معاهدة تلاتيلولكو في مدينة مكسيكو والتي سعت إلى حظر الأسلحة النووية في أمريكا اللاتينية ومنطقة البحر الكاريبي.
- 12 مارس: نجاح الجنرال سوهارتو في إطاحة رئيس أندنوسيا سوكارنو.
- 23 مايو: قامت مصر بإغلاق مضائق تيران، ثم طردت قوات حفظ السلام التابعة للأمم المتحدة، ونقلت جيشها نحو صحراء سيناء استعدادًا لهجوم محتمل على إسرائيل.
- 25 مايو: حدوث انتفاضة في ناكسالباري، ووصفت الهند توسع الحزب الشيوعي الماوي بأنه عنيف ومناهض للولايات المتحدة وللسوفييت وأنه حركة ثورية في عدد من البلدان النامية.
- 5 يونيو: كردة فعل لمصر، قامت إسرائيل بغزو صحراء سيناء وبدأت بذلك حرب الستة أيام.
- 23 يونيو: اجتماع الرئيس الأمريكي ليندون جونسون مع رئيس وزراء السوفييت ألكسي كوسجين في جلاسبورو في ولاية نيوجيرسي وذلك لقمة استمرت لمدة ثلاثة أيام.
- 8 أغسطس: إعلان بانكوك والذي هدف إلى كبح الخطر الشيوعي في جنوب شرق آسيا.
- 29 نوفمبر: أعلن روبرت ماكنمارا أنه سيستقيل من منصب وزير الدفاع الأمريكي ليصبح رئيسًا للبنك الدولي.

### 1968
- 30 يناير: بدء هجوم تيت (هجوم رأس السنة القمرية الفيتنامية) في فيتنام الجنوبية.
- 31 مارس: أوقف جونسون القصف على فيتنام الشمالية وأعلن أنه لن يرشح نفسه لإعادة انتخابه.
- 8 يونيو: انتهاء هجوم تيت بالانتصار النفسي للشيوعيين على الأمريكيين.
- 1 يوليو: فتح باب التوقيع على معاهدة حظر الأسلحة النووية.
- 20 أغسطس: التدخل العسكري لقوات حلف وارسو في تشيكوسلوفاكيا الشيوعية وقمع حركة ربيع براغ الإصلاحية.
- 23 ديسمبر : أطلقت كوريا الشمالية سراح قبطان وطاقم سفينة يو إس إس بويبلو.

### 1969
- 20 يناير: تولي ريتشارد نيكسون رئاسة الولايات المتحدة.
- 2 مارس: الاشتباكات الحدودية بين الاتحاد السوفييتي والصين.
- 17 مارس: بدء الولايات المتحدة بقصف معاقل الشيوعية في كمبوديا.
- 20 يوليو: نجحت الولايات المتحدة في تحقيق أول هبوط لمركبة فضائية تحمل إنسانًا على القمر، وكان اسمها أبولو 11.
- 25 يوليو: بدء «الفتنمة» مع انسحاب القوات الأمريكية من الفيتنام، وتكبدت فيتنام الجنوبية عبء نتائج القتال.
- 1 سبتمبر: أسقط معمر القذافي النظام الملكي الليبي وطرد الموظفين البريطانيين والأمريكيين، وانحازت ليبيا إلى الاتحاد السوفييتي.

## السبعينيات

### 1970
- 5 مارس: دخلت معاهدة حظر الأسلحة النووية – والتي صادقت عليها المملكة المتحدة والاتحاد السوفييتي والولايات المتحدة وغيرهم – حيّز التنفيذ.
- 18 مارس: تولي لون نول السلطة في كمبوديا، وبدء حزب «الخمير الحمر» الشيوعي بمهاجمة النظام الجديد الذي أراد إنهاء الوجود الأجنبي في كمبوديا.
- 28 سبتمبر : وفاة الزعيم جمال عبد الناصر بعيد مؤتمر القمة في القاهرة ومجيئ أنور السادات إلى السلطة.
- 24 أكتوبر: أصبح سلفادور أليندي رئيسًا لدولة التشيلي بعد أن صادق عليه الكونغرس التشيلي.
- 18 نوفمبر: تقديم الولايات المتحدة مساعدات لكمبوديا لدعم بدء نظام لون نول.

### 1971
- 8 فبراير: دخول قوات فيتنام الجنوبية مدينة لاوس وبفترة وجيزة قطعت طريق هو تشي منه.
- 25 مارس: الحرب الثالثة بين الهند وباكستان، واستقلت بنغلادش عن باكستان.
- 3 سبتمبر: اتفاق القوى الأربع في برلين والذي وقعت عليه كل من المملكة المتحدة، والاتحاد السوفييتي، وفرنسا، والولايات المتحدة.
- 25 أكتوبر: إصدار الجمعية العامة للأمم المتحدة قرار رقم 275 والذي اعترف بالجمهورية الشعبية الصينية بأنها الحكومة الشرعية الوحيدة للصين.
- 6 ديسمبر: هزمت القوات المشتركة لبنغلادش والهند باكستان في حرب التحرر البنغلادشية، وحصلت بنغلادش على اعتراف دول الكتلة الشرقية.

### 1972
- 21 فبراير: قام نيكسون بزيارة للصين، وكانت أول زيارة يقوم بها رئيس أمريكي منذ تأسيس جمهورية الصين الشعبية.
- 30 مارس: غزو فيتنام الشمالية لفيتنام الجنوبية والذي لم يكن من الممكن لفيتنام الجنوبية أن تصده دون الدعم الجوي الكبير من الولايات المتحدة.
- 26 مايو: شكلت «اتفاقية سالت الأولى» بداية الانفراج في العلاقات بين الولايات المتحدة والاتحاد السوفييتي.
- 1 سبتمبر: فوز بوبي فيشر على منافسه الروسي بوريس سباسكى في مباراة للشطرنج في مدينة ريكجافيك في آيسلندا ليصبح بذلك أول بطل أمريكي رسمي في الشطرنج. (انظر: مباراة القرن).
- 2-28 سبتمبر: لعبة سلسلة القمة، وهي مباراة في لعبة هوكي الجليد بين كندا والاتحاد السوفييتي.
- 18 ديسمبر: إعلان ريتشارد نيكسون عن شن حملة قصف مكثف على فيتنام الشمالية بعد توقف محادثات السلام.

### 1973
- 27 يناير: اتفاقيات باريس للسلام تنهي التدخل الأمريكي في حرب فيتنام. وقطع الكونغرس مساعداته المالية للقصف المستمر على الهند الصينية.
- 11 سبتمبر: الانقلاب التشيلي – تم خلع رئيس تشيلي الماركسي والمنتخب ديمقراطيا سلفادور أليندي بانقلاب عسكري قاده الجنرال أوغوستو بينوشيه بدعم من الولايات المتحدة، أدى الانقلاب أيضًا إلى وفاة الرئيس المخلوع.
- 6 أكتوبر: حرب رمضان أو حرب يوم الغفران - هاجمت مصر و‌سوريا إسرائيل، وانتهت الحرب باتفاقية لوقف إطلاق النار.
- 22 أكتوبر: ردت مصر على المقترح الأمريكي بوقف إطلاق النار خلال حرب نوفمبر/ أكتوبر لسنة 1973 م.
- 11 نوفمبر: أعلن الاتحاد السوفييتي أنه - وبسبب معارضته لما حدث مؤخرا من إسقاطٍ لحكومة الرئيس التشيلي سلفادور أليندي - لن يلعب ضد المنتخب التشيلي في مباريات كأس العالم لكرة القدم إذا عقدت المباراة على أرض سانتياغو عاصمة تشيلي.

### 1974
- 12 سبتمبر: الإطاحة بالإمبراطور الإثيوبي هيلا سيلاسي على يد العصبة العسكرية الماركسيـة التي أطلق عليها اسم «الدرج».
- يونيو: انتهاء منظمة حلف شرق آسيا رسميا بعد ترك فرنسا للمنظمة.
- 9 أغسطس: تولي جيرالد فورد رئاسة الولايات المتحدة بعد استقالة نيكسون.

### 1975
- 17 أبريل: استيلاء الحزب الشيوعي الماوي «الخمير الحمر» على السلطة في كمبوديا، والبدء في عملية إبادة جماعية والتي أطلق عليها فيما بعد اسم «حقول القتل».
- 30 أبريل: غزو فيتنام الشمالية لفيتنام الجنوبية، واستسلمت فيتنام الجنوبية، وتوحد البلدان تحت سيطرة حكومة شيوعية.
- 29 نوفمبر: استيلاء قوات الباثيت لاو على السلطة في لاوس.
- 12 مايو: حادثة مايو: استولى الخمير الحمر على سفينة تابعة للبحرية الأمريكية مما دفع أمريكا للتدخل لإعادة الاستيلاء على السفينة وطاقمها، وتم في النهاية إطلاق سراح الطاقم من الأسر.
- 25 يونيو: انسحاب البرتغال من أنغولا وموزمبيق، حيث تم تثبيت الحكومات الماركسية (وبدعم من القوات الكوبية في أنغولا). واجتاحت الحرب الأهلية كلا البلدين وشملت سكان أنغولا وموزمبيق وجنوب إفريقيا وكوبا مع القوى العظيمة التي تدعم أيدلوجياتها.
- يوليو: تنفيذ مشروع أبولو- سويوز التجريبي، وهي أول رحلة فضائية مشتركة بين برامج الفضاء الأمريكية والسوفييتية، واعتبرت هذه المهمة رمزَا لسياسة الانفراج في العلاقات وكنهاية لسباق الفضاء بين الولايات المتحدة والسوفييت.
- 1 أغسطس: وثيقة هلسنكي الختامية لمؤتمر الأمن والتعاون الأوروبي التي وقّعتها الولايات المتحدة وكندا والاتحاد السوفييتي ودول أوروبا.

### 1976
- 24 مارس: حدوث الانقلاب في الأرجنتين، وبدء حرب أهلية على شكل حرب عصابات ضد الأرجنتينيين.
- 20 يوليو: انسحاب أفراد الجيش الأمريكي من تايلند.
- 9 سبتمبر: وفاة ماو تسي تونغ.

### 1977
- 1 يناير: توقيع مثقفين من تشيكوسلوفاكيا ومن بينهم فاكلاف هافل على «ميثاق 77».
- 20 يناير: تولي جيمي كارتر رئاسة الولايات المتحدة.
- 6 يونيو: أكد وزير خارجية الولايات المتحدة سايروس فانس للمتشككين أن إدارة كارتر ستضع الاتحاد السوفييتي تحت طائلة المسؤولية على ما قام به مؤخرًا من عمليات قمع ضد نشطاء حقوق إنسان.
- 23 يوليو: بدء حرب أوغادين حين هاجمت الصومال إثيوبيا.

### 1978
- 15 مارس: انتهاء حرب أوغادين بهزيمة الصومال.
- 27 أبريل: الإطاحة برئيس أفغانستان ساردار محمد داود وقتله في انقلاب قاده متمردون موالين للشيوعية.
- 25 ديسمبر: تثبيت النظام الشيوعي في أفغانستان.

### 1979
- 7 يناير: قامت فيتنام بخلع الخمير الحمر وتثبيت حكومة موالية لفيتنام وموالية للسوفييت.
- 18 يونيو: توقيع ليونيد بريجنيف والرئيس جيمي كارتر على اتفاقية سالت الثانية للأسلحة النووية.
- 17 فبراير: الحرب بين الصين وفيتنام – حيث شنت الصين هجومًا على فيتنام الشمالية لمعاقبتها على غزو كمبوديا.
- 16 يناير: قيام الثورة الإيرانية بإسقاط ملك إيران الموالي للغرب محمد رضا بهلوي وتثبيت دولة ثيوقراطية تحت قيادة آية الله الخميني، وتم حل منظمة الحلف المركزي تبعًا لذلك.
- 9 مايو: اندلاع الحرب في السلفادور بين المتمردين بقيادة الماركسيين والحكومة المدعومة من الولايات المتحدة.
- 2 يونيو: بدء البابا يوحنا بولس الثاني أول زيارة كهنوتية له إلى مسقط رأسه بولندا.
- 18 يونيو: توقيع الرئيس الأمريكي جيمي كارتر وزعيم الاتحاد السوفييتي ليونيد بريجنيف على اتفاقية سالت الثانية المتعلقة بضوابط وأنظمة الأسلحة النووية.
- 3 يوليو: توقيع الرئيس كارتر على أول توجيه للمساعدات السرية لخصوم النظام الموالي للسوفييت في كابول عاصمة أفغانستان.
- 17 يوليو: ثورات ساندينية بقيادة الماركسيين تُسقط حكومة سوموزا الدكتاتورية والمدعومة من الولايات المتحدة في نيكاراغوا، وبدأت جركات التمرد «الكونترا» بعد فترة قصيرة من ذلك.
- سبتمبر: عزل وقتل نور محمد تراكي الرئيس الماركسي لأفغانستان، وشغل منصب الرئيس رئيس الوزراء حفيظ الله أمين.
- 4 نوفمبر: أخذ طلاب إسلاميون إيرانيون رهائن من السفارة الأمريكية لدعم الثورة الإيرانية، واستمرت أزمة الرهائن في إيران حتى 20 يناير علم 1981 م.
- 24 ديسمبر: غزو الاتحاد السوفييتي أفغانستان لإنقاذ النظام الشيوعي المنهار هناك، والذي أدى في النهاية إلى حدوث انفراج في العلاقات.

## الثمانينيات

### 1980
- 22 فبراير: فريق الهوكي الأمريكي الأولمبي على منافسه السوفييتي في المراحل النهائية لدورة الأولمبيات الشتوية، وأطلق على هذا الانتصار اسم «معجزة على الجليد.»
- 21 مارس: مقاطعة الولايات المتحدة وحلفائها لدورة الأولمبيات الصيفية لعام 1980 م (19 يوليو – 3 أغسطس).
- 31 أغسطس: توقيع اتفاقية غدانسك في بولندا بعد موجة الإضراب التي بدأت في أحواض السفن لينين في غدانسك، وقد سمحت الاتفاقية بقدر أكبر من الحقوق المدنية مثل السماح بتأسيس نقابة عمال مستقلة عن سيطرة الحزب الشيوعي.
- 22 ايلول: اعلان الحرب بين العراق وإيران حرب دامت 8 سنوات.

### 1981
- 20 يناير: تنصيب رونالد ريغان ليكون الرئيس الأربعين للولايات المتحدة، وتم انتخاب ريغان على أساس برنامج انتخابي يعارض التنازلات التي تقدم في سبيل الوصول إلى انفراج في العلاقات.
- 20 يناير: انتهاء أزمة الرهائن في إيران.
- 19 أغسطس: حادثة خليج سدرا: هاجمت الطائرات الليبية الطائرات الأمريكية في خليج سدرا والذي قامت ليبيا بضمه بشكل غير قانوني، وتم إسقاط طائرتين ليبيتين ولم تقع أية خسائر في الجانب الأمريكي.
- 27 أكتوبر: جنحت الغواصة السوفييتية U137 ليس بعيدًا عن القاعدة البحرية السويدية في كارلسكرونا.
- 23 نوفمبر: بدء وكالة الاستخبارات المركزية بدعم الكونترا المعادية لكارلسكرونا.
- 13 ديسمبر: أدخل الجنرال الشيوعي ياروزلسكي قانون الأحكام العرفية في بولندا، والذي قيد وبشكل جذري الحياة الطبيعية كمحاولة لسحق نقابة «التضامن» العمالية والمعارضة السياسية ضد الحكم الشيوعي.
- 6 أكتوبر: اغتيال السادات رئيس مصر انذاك ومحاوله انقلاب في الحكم وتولى نائبه محمد حسنى مبارك الحكم.

### 1982
- 2 أبريل: غزو الأرجنتين لجزر فوكلاند، وبدأت بذلك حرب الفوكلاند.
- 30 مايو: انضمام إسبانيا إلى حلف شمال الأطلسي (الناتو).
- 6 يونيو: غزو إسرائيل للبنان لتضع حدًّا للغارات والاشتباكات مع القوات السورية الموجودة هناك.
- 10 نوفمبر: وفاة ليونيد بريجنيف.
- 14 يناير: أصبح يوري أندروبوف أمينًا عامًا للاتحاد السوفييتي.

### 1983
- 23 مارس: اقتراح رونالد ريغان مبادرة الدفاع الاستراتيجي (SDI أو «حرب النجوم»).
- 1 سبتمبر: إسقاط الطائرات الاعتراضية السوفييتية للرحلة الجوية الكورية المدنية رقم7 والتي كانت تحمل 269 مسافرًا من بينهم عضو الكونغرس لاري ماكدونالد.
- 25 أكتوبر: غزو القوات الأمريكية لجزيرة غرينادا في البحر الكاريبي لإسقاط الحكومة الماركسية العسكرية هناك، ولطرد القوات الكوبية، وإجهاض محاولة تشييد مهبط الطائرات الممول من السوفييت.
- 2 نوفمبر: أزمة تدريبات الناتو – أساءت الدفاعات الجوية السوفييتية فهم اختبار الناتو وإجراءاتها النووية واعتبرتها غطاء لهجوم من الناتو. وتبعًا لذلك، وضعت القوى النووية السوفييتية في حالة تأهب قصوى.

### 1984
- يناير: خطاب الرئيس الأمريكي رونالد ريغان حول السياسة الخارجية مؤكدا فيه على أفكاره السابقة.
- 28 يوليو: مقاطعة حلفاء للاتحاد السوفييتي لدورة الأولمبيات الصيفية لعام 1984 م في الولايات المتحدة.
- 16 ديسمبر: لقاء مارجريت تاتشر رئيسة الحكومة البريطانية مع ميخائيل غورباتشوف في «تشيكرز» - المقر الريفي لرئيسة الحكومة البريطانية - في إطار خطة تهدف فتح قنوات جديدة للحوار مع المرشحين لقيادة السوفييت.

### 1985
- 11 مارس: تولي ميخائيل غورباتشوف زعامة الاتحاد السوفييتي.
- 6 أغسطس: تزامنًا مع الذكرى الأربعين على إلقاء القنبلة الذرية على هيروشيما، بدأت السوفييت ما أعلنته حول تعليق أحادي الجانب لاختبارات الأسلحة النووية ولمدة خمسة أشهر. ورفضت إدارة ريغان هذه الخطوة واعتبرتها ليست أكثر من دعاية، ورفضت أن تحذو حذوها. وأعلن غورباتشوف توابع عدة أخرى لكن الولايات المتحدة فشلت في الرد، وانتهى هذا التعليق في الخامس من فبراير عام 1987 م.
- 21 نوفمبر: اجتماع ريغان وغورباتشوف لأول مرة في قمة في جنيف في سويسرا حيث وافقتا على قمتين أخرتين (وفيما بعد ثلاث).

### 1986
- 13 فبراير: أطلقت فرنسا «عميلة ميسان» وذلك كمحاولة لصد الغزو الليبي لتشاد.
- 15 أبريل: قصف الطائرات الأمريكية لليبيا (عملية إلدورادو كانيون).
- 26 أبريل: كارثة تشيرنوبيل: انفجار المحطة النووية لتوليد الطاقة السوفييتية في أوكرانيا مؤدية إلى أسوأ حادثة في التاريخ للمحطات النووية.
- 11 – 12 أكتوبر: قمة ريكيافيك: اجتماع الرئيس الأمريكي رونالد ريغان مع زعيم السوفييت ميخائيل غورباتشوف في ريكيافيك عاصمة آيسلندا ونجحوا تقريبًا في تحقيق انفراج في مسألة السيطرة على الأسلحة النووية.
- 17 أكتوبر: توقيع رونالد ريغان على قانون صادر عن الكونغرس ينص على تقديم 100 مليون دولار كمساعدات عسكرية و«إنسانية» للكونترا.
- 3 نوفمبر: قضية الكونترا وإيران: أعلنت إدارة ريغان بشكل علني بأنها قامت ببيع أسلحة لإيران لتحرير الرهائن وأنها نقلت الأرباح بشكل غير قانوني إلى متمردي الكونترا في نيكاراغوا.

### 1987
- يونيو: إعلان غورباتشوف لشعاري: غلاسنوست (أي الانفتاح) وبريسترويكا (أي إعادة البناء). وكان هدف غورباتشوف من وراء شعار الغلاسنوست أن يضغط على المحافظين داخل الحزب والذين يعارضون سياساته حول إعادة الهيكلية الاقتصادية – بريسترويكا. وأمل ميخائيل غورباتشوف أنه من خلال النطاقات المختلفة من الانفتاح والحوار والمشاركة سيدفع شعب السوفييت إلى دعم البريسترويكا والمشاركة فيها.
- 12 يونيو: تحدى الرئيس الأمريكي رونالد ريغان رئيس وزراء السوفييت ميخائيل غورباتشوف بإسقاط جدار برلين، وذلك خلال زيارته إلى برلين في ألمانيا.
- 10 سبتمبر: بدء معركة كويتو كوانافالي (في أنغولا).
- 18 نوفمبر: بعد ما يقارب السنة من جلسات المحاكمة حول فضيحة الكونترا وإيران، أصدرت لجنة التحقيق المشتركة التابعة للكونغرس تقريرها النهائي. وتوصل التقرير إلى أنه أثناء هذه الفضيحة – والتي تنطوي على خطة معقدة اسُتخدمت بموجبها بعض الأموال التي جُنيت جراء بيع أسلحة سرية لإيران لتمويل حرب الكونترا ضد الحكومة الساندينية في نيكاراغوا – أبدت إدارة رونالد ريغان «تكتمًا، وخداعًا، وازدراءً للقانون.»
- 8 ديسمبر: توقيع الرئيس الأمريكي رونالد ريغان وزعيم السوفييت ميخائيل غورباتشوف على «اتفاقية القوى النووية المتوسطة» في واشنطن العاصمة، ورأى البعض، مثل إريك هوبزباوم، أن هذا الحدث كان بمثابة نهاية الحرب الباردة وبشكل قانوني.ووافق غورباتشوف على معاهدة ستارت الأولى.

```
=== 1988 ===
```

- 11 مايو: وفاة كيم فيلبي في موسكو.
- 15 مايو: بدء السوفييت بالانسحاب من أفغانستان.
- 22 ديسمبر: انسحاب دولة جنوب إفريقيا من جنوب غرب إفريقيا (ناميبيا).
- 8 فبراير : وقف اطلاق النار بين العراق وإيران بعد حرب دامت 8 سنوات.
- 22 فبراير: حادث اصطدام الغواصة يو إس إس يوركتاون (سي جي- 48) ويو إس إس كارون (دي دي- 1970) قبالة شبه جزيرة القرم بعد دخولهم المياه الإقليمية السوفييتية.
- 6 نوفمبر: قام العالم السوفييتي وناشط حقوق الإنسان المشهور أندريه ساخاروف بزيارة لمدة أسبوعين للولايات المتحدة.

### 1988
- 11 مايو: وفاة كيم فيلبي في موسكو.
- 15 مايو: بدء السوفييت بالانسحاب من أفغانستان.
- 22 ديسمبر: انسحاب دولة جنوب إفريقيا من جنوب غرب إفريقيا (ناميبيا).
- 8 فبراير : وقف اطلاق النار بين العراق وإيران بعد حرب دامت 8 سنوات.
- 22 فبراير: حادث اصطدام الغواصة يو إس إس يوركتاون (سي جي- 48) ويو إس إس كارون (دي دي- 1970) قبالة شبه جزيرة القرم بعد دخولهم المياه الإقليمية السوفييتية.
- 6 نوفمبر: قام العالم السوفييتي وناشط حقوق الإنسان المشهور أندريه ساخاروف بزيارة لمدة أسبوعين للولايات المتحدة.

### 1989
- 3 ديسمبر : في نهاية قمة مالطا، أعلن الزعيم السوفيتي ميخائيل جورباتشوف والرئيس الأمريكي جورج بوش الأب أن حقبة طويلة الأمد من السلام قد بدأت. يعتبر العديد من المراقبين هذه القمة بمثابة البداية الرسمية لنهاية الحرب الباردة.

## التسعينيات

### 1990
- 31 يناير: فتح أول مطعم لماكدونالدز في موسكو عاصمة روسيا.
- 3 أكتوبر: إعادة توحيد ألمانيا.

### 1991
- يوليو: حل حلف وارسو رسميًّا.
- 19 أغسطس: محاولة الانقلاب السوفييتي لعام 1991 م: حدوث انقلاب أغسطس، ردًّا على المعاهدة الجديدة للوحدة المنوي توقيعها في20 أغسطس.
- 25 ديسمبر: ألقى الرئيس الأمريكي جورج بوش الأب خطابًا يوم الكريسماس يقرّ فيه انتهاء الحرب الباردة وذلك بعد تلقّيه مكالمة هاتفية من بوريس يلتسين.
- 25 ديسمبر: استقالة رئيس الاتحاد السوفييتي ميخائيل غورباتشوف، ونكس علم الاتحاد السوفييتي لآخر مرة فوق الكرملين في موسكو.
- 26 ديسمبر: إقرار مجلس جمهوريات الاتحاد السوفييتي الأعلى بحل الاتحاد السوفييتي وأنه سيحل نفسه بنفسه.
- 31 ديسمبر: إيقاف جميع مؤسسات السوفييت نشاطاتها.